# Копачівка (Івано-Франківський район)
Копачі́вка — село Івано-Франківського району Івано-Франківської області. Входить до складу Богородчанської селищної громади.

## Історія
Вперше село згадується на мапі «Habsburg Empire (1869—1887)».
- (пол. Kopaczówka)

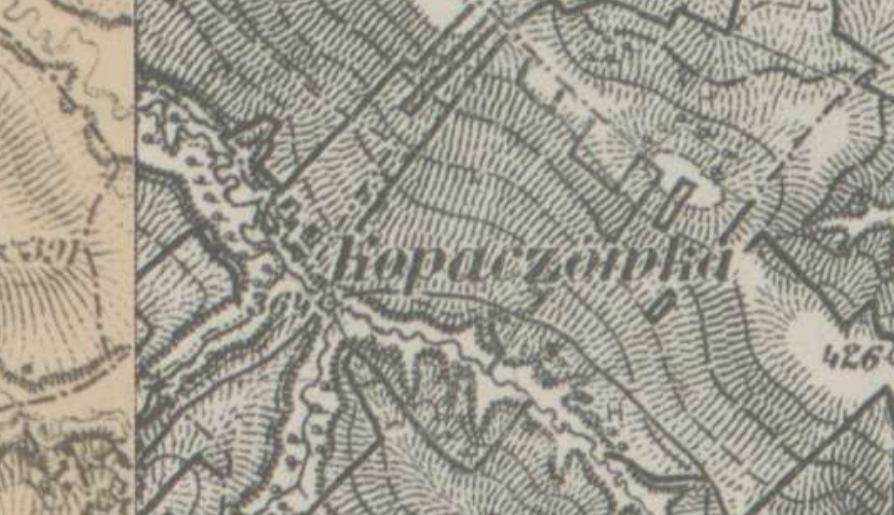
(Kopaczówka)

За народними переказами, назва пішла від того, що тут на родючих ґрунтах люди змушені були важко працювати. Найтяжче давалося їм копати землю. Тому й назвали цей куток Копачівкою. За іншою версією, колись давно на цій території жив жив багатий чоловік, який володів значними земельними наділами. Він обкопав свої маєтки глибоким ровом, і за це люди прозвали його Копачем. Від його прізвиська й утворена нібито назва поселення, що виникло на цих землях.
Виконавчій комітет Івано-Франківської обласної Ради народних депутатів рішенням від 20 червня 1989 року вніс в адміністративно-територіальний устрій окремих районів такі зміни: у Богородичанському районі взяв на облік село Копачівка і підпорядкував його Грабовецькій сільській Раді.

### Цілюще джерело Божої матері
На північний схід від села, на околиці лісу, на пагорбі, люди, які прийшли за дровами чи грибами, побачили чудове видіння — панну в голубих шатах, оточену дивним сяйвом. Вони впали на коліна, зрозумівши, хто перед ними, і помолились. Коли підняли голови, видіння зникло, але на тому місці з'явилося джерело з кришталево чистою водою.